# 玉ネギ男
玉 ネギ男 （たま ねぎお、1980年1月21日 - ） は日本の俳優。神奈川県出身。血液型はO型。身長：166、バスト：88cm、ウェスト：78cm、ヒップ95cm、足の大きさ：26cm。ビッグアップル所属。趣味は、映画鑑賞、カメラ、マラソン、水泳、読書。

## 主な出演作

### テレビ
- 地獄少女(2話、2006年11月11日、日本テレビ、漫画喫茶店員 役)
- 日向夢子調停委員事件簿4(2006年6月9日、フジテレビ)
- 内村プロデュース(2005年4月25日)

### CM
- 明治乳業LG21
- 大正製薬アルフェ

### 携帯サイト
- タレントエンタメ王国